# Mark Edmondson
Mark Edmondson es un extenista australiano que se hizo popular al conquistar el Abierto de Australia en el año 1976. Actualmente (2025) es el último campeón australiano del abierto de su país. Sus compatriotas Pat Cash y Lleyton Hewitt han alcanzado la final del torneo pero ninguno de los dos ha logrado salir victorioso en el mismo. En el torneo, con solo 21 años, derrotó a su ídolo Ken Rosewall en las semifinales y en la final sorprendió a todo el mundo tenístico al derrotar a su compatriota John Newcombe.
Si bien se lo recuerda por su conquista de 1976, "Eddo" se caracterizó por jugar en el más alto nivel en la especialidad de dobles, donde consiguió 4 títulos de Abierto de Australia y 1 en Roland Garros.
También tuvo una gran participación en Copa Davis entre 1977 y 1985. En 1977 ayudó a Australia a conseguir la ensaladera con victorias en sencillos en las series ante Nueva Zelanda e India. En 1983 fue uno de los puntales para que los "aussies" se hicieran de nuevo con la copa. Edmondson jugó los individuales en cuartos de final ante Rumania (derrotó a Năstase y Segarceanu) y participó en los dobles en las 4 series junto a Paul McNammee ganando todos ellos, incluida la final ante Suecia en Melbourne. Pero quizás su partido más importante fue por la primera ronda en 1980 ante México, sobre polvo de ladrillo. Cuando la serie estaba 2-2 le tocaba jugar contra el ampliamente favorito local Raúl Ramírez ante un estadio en ebullición que molestó por demás al australiano y que obligó a algunos parates para calmar a la gente. Edmondson, acostumbrado a brindar sorpresas, venció en sets corridos en una demostración de tenis. Su compañero de equipo John Alexander dijo: "No recuerdo haber visto tamaña performance en un jugador australiano". Más tarde, Edmondson diría que su odio hacia Ramírez (una de las personas menos querida del circuito) lo ayudó en su actitud hacia el juego y querer ganarle.
En sencillos consiguió 6 títulos, con la particularidad de que todos ellos fueron sobre superficies rápidas. El pasto siempre pareció motivarlo; en 1982 alcanzó las semifinales de Wimbledon tras ganarle en los cuartos al talentoso estadounidense Vitas Gerulaitis. 
En 2007 ingresó en el salón de la fama del tenis australiano.

## Torneos de Grand Slam (6; 1+5)

### Individuales (1)

#### Títulos
| Año  | Torneo               | Oponente en la final | Resultado       |
| ---- | -------------------- | -------------------- | --------------- |
| 1976 | Abierto de Australia | John Newcombe        | 6-7 6-3 7-6 6-1 |

### Dobles (5)

#### Títulos
| Año  | Torneo               | Pareja           | Oponentes en la final            | Resultado       |
| ---- | -------------------- | ---------------- | -------------------------------- | --------------- |
| 1980 | Abierto de Australia | Kim Warwick      | Peter McNamara Paul McNamee      | 7-5 6-4         |
| 1981 | Abierto de Australia | Kim Warwick      | Hank Pfister John Sadri          | 6-3 6-7 6-3     |
| 1983 | Abierto de Australia | Paul McNamee     | Steve Denton Sherwood Stewart    | 6-3 7-6         |
| 1984 | Abierto de Australia | Sherwood Stewart | Joakim Nyström Mats Wilander     | 6-2 6-2 7-5     |
| 1985 | Roland Garros        | Kim Warwick      | Shlomo Glickstein Hans Simonsson | 6-3 6-4 6-7 6-3 |

#### Finalista (2)
| Año  | Torneo               | Pareja           | Oponentes en la final              | Resultado       |
| ---- | -------------------- | ---------------- | ---------------------------------- | --------------- |
| 1983 | Roland Garros        | Sherwood Stewart | Anders Järryd Hans Simonsson       | 6-7(4) 4-6 2-6  |
| 1985 | Abierto de Australia | Kim Warwick      | Paul Annacone Christo Von Rensburg | 6-3 6-7 4-6 4-6 |

## Torneos ATP (40)

### Individuales (6)

#### Títulos
| Grand Slam (1)         |
| Tennis Masters Cup (0) |
| ATP Tour (5)           |

| N.º | Fecha                   | Torneo               | Superficie | Oponente en la final | Resultado       |
| --- | ----------------------- | -------------------- | ---------- | -------------------- | --------------- |
| 1.  | 26 de diciembre de 1975 | Abierto de Australia | Dura       | John Newcombe        | 6-7 6-3 7-6 6-1 |
| 2.  | 11 de octubre de 1976   | Brisbane             | Dura       | Phil Dent            | 3-6 6-4 6-4 6-4 |
| 3.  | 9 de octubre de 1978    | Brisbane             | Dura       | John Alexander       | 6-4 7-6         |
| 4.  | 5 de enero de 1981      | Adelaida             | Dura       | Brad Drewett         | 7-5 6-2         |
| 5.  | 13 de junio de 1981     | Bristol              | Hierba     | Roscoe Tanner        | 6-3 5-7 6-4     |
| 6.  | 5 de octubre de 1981    | Brisbane             | Dura       | Chris Lewis          | 7-6 3-6 6-4     |

#### Finalista (6)
| N.º | Fecha                  | Torneo       | Superficie | Oponente en la final | Resultado   |
| --- | ---------------------- | ------------ | ---------- | -------------------- | ----------- |
| 1.  | 1 de enero de 1979     | Hobart       | Hierba     | Guillermo Vilas      | 4-6 4-6     |
| 2.  | 18 de junio de 1979    | Surbiton     | Hierba     | Víctor Amaya         | 4-6 5-7     |
| 3.  | 30 de marzo de 1981    | Linz         | Dura       | Gianni Ocleppo       | 5-7 1-6     |
| 4.  | 26 de octubre de 1981  | Tokyo Indoor | Moqueta    | Vincent van Patten   | 2-6 6-3 3-6 |
| 5.  | 2 de noviembre de 1981 | Hong Kong    | Dura       | Van Winitsky         | 4-6 7-6 4-6 |
| 6.  | 24 de abril de 1983    | Las Vegas    | Dura       | Jimmy Connors        | 6-7 1-6     |